# Die Donau ist tief. Ein Krimi aus Passau
Die Donau ist tief ist die zweite Folge der deutschen Kriminalfilmreihe Ein Krimi aus Passau mit Marie Leuenberger als Frederike Bader und Michael Ostrowski als Privatdetektiv Ferdinand Zankl. Premiere war am 14. August 2020 im Vorfeld des 8. Filmfestivals Kitzbühel in der Open-Air-Kinoreihe Picknick und Crime in Anwesenheit des Filmstabs um Regisseur Maurice Hübner. Die Erstausstrahlung im Ersten erfolgte am 8. Oktober 2020 im Rahmen des DonnerstagsKrimis im Ersten, in der ARD Mediathek wurde der Film am 5. Oktober 2020 veröffentlicht. Die ORF-Erstausstrahlung war am 4. Jänner 2021.

## Handlung
Der Privatdetektiv Ferdinand Zankl steht unter Mordverdacht und wird von der Kriminalpolizei Passau festgenommen. Er soll seine Ex-Freundin, die Tierheimleiterin Nunzia Rossi, getötet haben. So behauptet es zumindest der Tierarzt Dr. Jan Heckmann. Zankl beteuert seine Unschuld, Frederike Bader soll für ihn den wahren Täter ermitteln. Im Kofferraum von Zankls Wagen wird eine Schaufel gefunden, die ermittelnde Kriminalhauptkommissarin Grill und ihr Kollege Piontek vermuten, dass er damit die Leiche von Nunzia vergraben wollte. Dazu kommt, dass sich auf der Mobilbox von Nunzia zahlreiche verzweifelte Anrufe Zankls finden.
Von Jochen Mohn, ihrem Betreuer aus dem Zeugenschutzprogramm, erfährt Frederike, dass Mias Großmutter Giesela Schenk vor neun Monaten an ihrem 78. Geburtstag in Berlin verstorben ist. Laut Mohn hatte sie sich bei einem Sturz eine tödliche Kopfverletzung zugezogen, Frederike ist allerdings skeptisch. Mia entdeckt in einem der Kartons der Konditorei die Silhouette von Passau. In einer dieser Schachteln war auch die Geburtstagstorte an ihre Großmutter verpackt. Sie vermutet, dass der Bahdari-Clan schuld am Tod ihrer Oma ist, und gibt sich eine Mitschuld. Giesela hat Mia und Frederike ihr Haus vererbt, Frederike will es verkaufen und mit dem Erlös einen Neuanfang finanzieren.
Zankl übt Druck auf Frederike aus, weil er dringend aus dem Gefängnis herausmuss. Denn im vergangenen Winter tötete er den auf Frederike und Mia angesetzten Auftragskiller Ahmed Bahdari und vergrub ihn im Bayerischen Wald. Und das ausgerechnet an einer Stelle, an der jetzt Archäologen nach Relikten aus der Römerzeit suchen. Zankl fürchtet, dass bald schon Bahdaris Leiche entdeckt werden könnte.
Obwohl Frederike nach den damaligen Ereignissen nie wieder mit Zankl zu tun haben wollte, muss sie ihm wohl oder übel helfen, auch um ihre Tochter Mia zu schützen. Sie nimmt daher die Ermittlungen auf und gibt sich im Tierheim als Hundeliebhaberin aus. Dort berichten ihr Heckmann und Frau Bielmeier von einem tschechischen Welpenschmuggler, dessen Welpen im Tierheim gelandet sind. Der Schmuggler ist der Polizei allerdings entkommen.
Am Zaun des Tierheimes entdeckt Frederike einen Bolzenschneider der Kfz-Werkstatt Wissmann sowie eine Bierflasche eines tschechischen Brauers und eine Zigarettenschachtel mit tschechischer Aufschrift. Frederike stattet daraufhin der Kfz-Werkstatt von Elmar „Elwis“ Wissmann einen Besuch ab. Er erzählt ihr, dass ihm Transporter, Bolzenschneider und Elvis-Jacke in der Nacht, in der Zankls Ex-Freundin ermordet wurde, gestohlen worden seien. Frederike vermutet, dass der Schmuggler seine Welpen aus dem Tierheim zurückholen wollte, dabei von Nunzia entdeckt worden ist und er sie daraufhin erschlagen hat.
Der Welpenschmuggler Jaroslav Kaiser kann zwar von der Polizei festgenommen werden, er sagt allerdings aus, dass er Zankl zur Tatzeit am Tatort gesehen habe. Zankl bleibt daher weiter in Haft. Kriminalhauptkommissarin Grill und ihren Kollegen Piontek freut das, denn Grill würde Zankl gern überführen. Sie hat die Position eben erst angetreten und möchte schnelle Ermittlungserfolge vorweisen. Gegenüber Frederike gibt Zankl an, in der Mordnacht zwar im Tierheim gewesen zu sein, die später getötete Nunzia dort aber nicht angetroffen zu haben.
Von Frau Bielmeier erfährt Frederike, dass Nunzia mit der Schlagersängerin Ilka Unseld eng befreundet war. Nunzia kümmerte sich um die Tiere auf Ilkas Hof, wenn diese auf Tournee war. Zwei Monate vor Nunzias Tod wurde sie in der Passauer Innenstadt von zwei Burschen bedrängt und von einem der beiden verletzt. Ilka setzte daraufhin ein Kopfgeld aus und engagierte Zankl, um den Täter ausfindig zu machen. Dessen Ermittlungen blieben allerdings ergebnislos. Auf dem Hof von Ilka entdeckt Frederike Sascha Kruse und dessen schwangere Freundin Selena. Die beiden haben den gesuchten Täter auf Ilkas Hof gebracht, um sich das Kopfgeld abzuholen. Der Täter stach Sascha dabei mit einer Mistgabel in den Bauch und floh. Laut KHKin Grill wurden die Kidnapper Sascha und Selena auf Ilkas Hof von Nunzia überrascht, Nunzia wollte die Polizei rufen. Die Kidnapper wollten dies verhindern, es kam zum Streit und Nunzia wurde eine tödliche Kopfverletzung zugefügt. Gestorben sei sie erst, nachdem sie ins Tierheim gebracht wurde. Zankl ist jetzt entlastet und wird freigelassen.
Zwischenzeitlich nähern sich Archäologen vom Bayerischen Landesamt für Denkmalpflege der Stelle, an der Zankl Ahmed Bahdari vergraben hat, neben dem Skelett eines römischen Legionärs. Um zu verhindern, dass Ahmeds Leiche entdeckt wird, exhumieren Ferdinand und Frederike dessen Überreste und werfen diese in den Fluss. Im Radio wird berichtet, dass das Landesamt wegen Öffnung des Grabes des Legionärs Anzeige gegen unbekannt erstattet hat.

## Produktion
Die Dreharbeiten fanden vom 5. November bis zum 5. Dezember 2019 statt, gedreht wurde in Passau, München  und Umgebung, darunter auch in Freising.
Produziert wurde der Film von der Hager Moss Film GmbH (Produzentinnen Kirsten Hager und Carmen Stozek) im Auftrag des Bayerischen Rundfunks und ARD Degeto.
Für das Kostümbild zeichnete Marion Bergmann verantwortlich, für das Szenenbild Johannes Sternagel, für den Ton Daniel Seiler, für die Maske Christine Bernrieder und Barbara Spenner und für das Casting Franziska Aigner.

## Rezeption

### Kritik
Oliver Armknecht vergab auf film-rezensionen.de fünf von zehn Punkten. Die Folge sei ein insgesamt passabler Vertreter des TV-Krimis. Die Ausgangssituation verspreche viel Spannung, dem gegenüber stehe aber ein willkürlich zusammengestückelter Fall, bei dem das Rätseln nicht wirklich Spaß mache.

### Einschaltquote
In Deutschland sahen den Film bei Erstausstrahlung durchschnittlich 5,66 Millionen Personen, der Marktanteil betrug 19,4 Prozent.